# برادران جدا نشدنی
برادران جدا نشدنی (انگلیسی: Inseparable Bros; کره‌ای: 나의 특별한 형제) یک فیلم کمدی-درام محصول سال ۲۰۱۹ کره جنوبی به کارگردانی یوک سانگ هیو و با بازی شین ها کیون، لی کوانگ-سو و ایسوم است.

## بازیگران

### اصلی
- شین ها کیون در نقش جانگ سه ها
- لی کوانگ-سو در نقش پارک دونگ گو
- ایسوم در نقش نام می هیون